# N.N., a halál angyala
Az N.N., a halál angyala Herskó Jánosnak disszidálásáig utolsó Magyarországon forgatott filmje volt.
A rendező váratlan emigrálása miatt a filmet betiltották. Ez ma már filmtörténeti skandalum.
Gábor Miklós és Törőcsik Mari lenyűgöző játéka emlékezetessé teszi a kissé bonyolult cselekményű, de igen szórakoztató filmet. És N.N. = Navratil Nusi.

## Szereplők
- Gábor Miklós (Korin György)
- Ruttkai Éva (Judit, a felesége)
- Törőcsik Mari (Navratil Nusi, taxisofőr)
- Őze Lajos (Geosits Pál)
- Pécsi Ildikó (Geositsné)
- Darvas Iván (Lóránd doktor)
- Mensáros László (Matheidesz-Máthé Károly)
- Béres Ilona (Szűcs Rozi)
- Bara Margit (Adamkó Vera)
- Kern András (Zsebők Ferenc)
- Andor Tamás (Sebők (?)

## Cselekmény
A film főszereplője egy vonzó pszichológus, Korin György, aki egy tévésorozatba kezd bele a negyvenesekről. Az első adás napján azonban tévedésből a halálhírét keltik; beindul a véletlenek sorozata és elszabadul a pokol. A pszichológus ritka lehetőséget kap arra, hogy megtudja: barátai, szeretője, kollégája és tanítványa miként vélekednek róla. Korin számára Navratil Nusi, (aki egy taxisofőr) ezen az egész napon a legjobb pillanatokban kerül mindig elő. A nap végén, alighogy elköszön tőle – egy karambolt megelőzve – kocsijával a Dunába rohan.
A történet mögött egy szinttel mélyebben Herskó színtiszta filmes eszközökkel éri el, hogy betekintést nyerjünk az értelmiségi lét pitiáner hazugságaiba.